# Neighbors Who Borrow
Neighbors Who Borrow é um filme de curta-metragem de comédia produzido nos Estados Unidos em 1907 e distribuído pela Lubin Manufacturing Company. O filme conta a história de um homem que empresta quase tudo o que tem para os seus vizinhos, até que sua esposa retorna para casa e repreende-o por ter feito isso. Nos cinemas foi às vezes exibido junto com How Brown Saw the Baseball Game, outro curta de comédia.